# Heydenia indica
Heydenia indica är en stekelart som beskrevs av T.C. Narendran 2001. Heydenia indica ingår i släktet Heydenia och familjen puppglanssteklar. Inga underarter finns listade i Catalogue of Life.